# Пузино (Московская область)
Пу́зино — деревня в Сергиево-Посадском районе Московской области, в составе муниципального образования Сельское поселение Васильевское (до 29 ноября 2006 года входила в состав Васильевского сельского округа).

## Население
| 2002 | 2006 | 2010 |
| ---- | ---- | ---- |
| 13   | ↘12  | ↘10  |

## География
Пузино расположено примерно в 30 км (по шоссе) на запад от Сергиева Посада, на водоразделе рек Яхромы (правый приток Волгуши) и Вори, у границы с Дмитровским районом, высота центра деревни над уровнем моря — 203 м.
На 2016 год в деревне зарегистрировано 2 садовых товарищества. У юго-западной окраины Пузино находится железнодорожная станция Костино Большого кольца МЖД.